# Дамир Којашевић
Дамир Којашевић (Титоград, 3. јун 1987) црногорски је фудбалер.

## Клупска каријера
Почео је каријеру у екипи Дечића одакле је 2008. године прешао у пољску Јагелонију. За овај клуб је у сезони 2008/09. у првенству Пољске одиграо 23 утакмица и постигао један гол. Током првог дела сезоне 2009/10. био је позајмљен екипи Горњика, да би се у зимском прелазном року вратио у Црну Гору и потписао за Зету где је у другом делу шампионата Црне Горе 2009/10. одиграо 12 утакмица и дао два гола.
У августу 2010. године је потписао уговор са екипом Сарајева. Провео је наредних сезону и по као играч овог клуба и одиграо у првенству БиХ 40 утакмица на којима је био стрелац девет пута. У јануару 2012. године се поново враћа у Црну Гору и прелази у подгоричку Будућност. Као играч Будућности је освојио титулу првака Црне Горе на крају сезоне 2011/12, а на 15 првенствених утакмица је постигао два гола.
У лето 2012. године прелази у казахстанску Астану. Играч овог клуба је био до 2015. године и у том периоду је одиграо 61 првенствену утакмицу и постигао 12 голова. Освојио је по једно национално првенство и куп. Током 2015. године је био позајмљен екипи Локомотиве из Ташкента.
У лето 2015. године прелази у подгоричку Младост. За њих је током првог дела сезоне 2015/16. одиграо 14 првенствених сусрета на којима је био стрелац седам пута. Крајем децембра 2015. године прелази у екипу Вардара. У екипи Вардара је одиграо 40 првенствених утакмица и постигао 14 голова и притом освојио и два првенства Македоније. Почео је и сезону 2017/18. носећи дрес Вардара, у чијем дресу је играо у квалификацијама за Лигу шампиона. Последњег дана летњег прелазног рока, 31. августа 2017, потписао је уговор са Војводином. За новосадски клуб је током јесењег дела сезоне 2017/18. одиграо 14 суперлигашких утакмица и постигао четири гола.
У фебруару 2018. године прелази у казахстански клуб Шахтјор Караганди. У овој екипи је провео једну сезону, Шахтјор је испунио циљ оставши у првенству, а након што је озваничен крај такмичарске године истекао му је уговор. Којашевић је био један од главних играча Шахтјора, а на 29 утакмица (26 у првенству, три у Купу) је постигао девет голова (осам у првенству, један у Купу). У јануару 2019. године потписао је за Раднички из Ниша. За Раднички је одиграо 10 првенствених мечева на којима је постигао два гола, а у мају 2019. је напустио клуб. У јуну 2019. године је потписао уговор са Сутјеском. Провео је годину и по дана у Сутјесци, након чега је током пролећа 2021. наступао за Фероникели у Суперлиги Косова. У јуну 2021. године се вратио у матични Дечић.

## Репрезентација
Којашевић је први пут стављен на списак сениорске репрезентације Црне Горе у мају 2016. године за пријатељски меч са Турском. Ипак тада није дебитовао, а свој деби је имао у јуну 2017. на пријатељској утакмици против Ирана. Свој први гол за национални тим је постигао 11. новембра 2016. године у утакмици против Јерменије (2:3) у оквиру квалификација за Светско првенство 2018. године.

### Голови за репрезентацију
| #  | Датум              | Место              | Противник | Гол | Резултат | Такмичење                                |
| -- | ------------------ | ------------------ | --------- | --- | -------- | ---------------------------------------- |
| 1. | 11. новембар 2016. | Јереван, Јерменија | Јерменија | 1:0 | 2:3      | Квалификације за Светско првенство 2018. |

## Трофеји

### Будућност
- Првенство Црне Горе (1) : 2011/12.

### Астана
- Првенство Казахстана (1) : 2014.
- Куп Казахстана (1) : 2012.

### Вардар
- Првенство Македоније (2) : 2015/16, 2016/17.